# Wunstorf
Ej att förväxla med orten Wünsdorf i Brandenburg söder om Berlin.
Wunstorf är en tysk stad i Region Hannover i Niedersachsen, väster om Hannover med cirka 42 000 invånare.

## Historia
Orten nämns 871 för första gången i en urkund som undertecknades av Ludvig den tyske. Kungen gav skydd till samhällets kyrkliga församling. 1181 beskrevs Wunstorf som civitas (stadsliknande ort) och sedan 1261 som stad. Under 1500- och 1600-talet brinner staden flera gånger på grund av strider mellan olika kyrkliga strömningar eller efter privat vandalism. 1788 etablerar den senare kungen av Storbritannien Georg IV (även kurfurste av Hannover) ett regemente i Wunstorf. Under Napoleonkrigen används de militära anläggningarna av flera olika arméer (bland annat Preussen, Sverige, England, Frankrike). 1847 blir staden järnvägsknutpunkt med anslutning till Hannover, Minden och Bremen. Den 1889 färdigställda cementfabriken får överregional betydelse. 1936 får staden ytterligare en militäranläggning med flygplats för flygvapnet. I januari 1943 sker en järnvägsolycka i stadens område där 25 personer mister livet. Efter andra världskriget övertar Storbritanniens flygvapen fram till 1958 den militära flygplatsen. Under Berlinblockaden startade många flygplan från flygplatsen som en del av luftbron.